# Wiam Dahmani
Wiam Dahmani, née le 22 août 1983 à Rabat et morte le 22 avril 2018 à Abou Dhabi, est une actrice, chanteuse et présentatrice de télévision marocaine.

## Biographie

### Enfance et formation
Wiam est diplômée de l'Université américaine de Sharjah aux Émirats arabes unis et titulaire d'un baccalauréat ES sciences en sciences de l'environnement.

### Carrière
Elle commence à travailler comme présentatrice pour la chaîne Dubai TV.
En 2012, elle joue dans la série télévisée Girls.

### Mort
Elle meurt d'un arrêt cardiaque à 34 ans, le 22 avril 2018. Selon les médias, elle a été retrouvée morte par sa mère dans sa chambre d'hôtel à Abou Dhabi et inhumée dans la même ville.

## Filmographie

### Films
- 2013 : Ishq Khuda : Kulsoom
- 2016 : Hijrat
- 2016 : Hotal